# گول پاناگ
گول پاناگ (انگلیسی: Gul Panag؛ زادهٔ ۳ ژانویهٔ ۱۹۷۹) هنرپیشه، صداپیشه، مدل و ملکهٔ زیبایی اهل کشور هند است.
از فیلم‌هایی که وی در آن نقش داشته است می‌توان به سلام، رشته، سلام عزیزم، جرم، دانش‌آموز سال ۲ و آمبارساریا اشاره کرد.